# Distretto di Mambah-Kaba
Il distretto di Mambah-Kaba è un distretto della Liberia facente parte della contea di Margibi.